# Баскетбол на Украине
Баскетбол на Украине уступает по уровню популярности футболу и боксу. Федерация баскетбола Украины является членом Международной федерации баскетбола с 1992 года. Высшим дивизионом мужского баскетбола является Суперлига. Существуют мужская и женская национальные сборные. Лучшим достижением на уровне сборных является победа украинок на чемпионате Европы 1995 года.
По состоянию на 1991 года баскетболом на Украине занималось порядка 800 тысяч человек.

## История

### В составе империй
Баскетбол на территории современной Украины начал появляться в начале XX века. По сведениям газеты «Слово польское» в июне 1909 года во Львове, который тогда входил в состав Австро-Венгрии, прошли показательные баскетбольные матчи в рамках открытия Парка общества подвижных игр и развлечений. Игры состоялись на травяном поле. Кольца были прикреплены к палке, вбитой в землю, а для игры использовался футбольный мяч. На поле львовского поля тогда вышли шесть команд, представлявшие украинские и польские женские гимназии. В Российской империи в Одессе был проведён кубок общества «Маяк» 1910 года, где выступило сразу шесть баскетбольный команд.

### Советский период
В 1921 году в Чернигове появились команды «Виктория» и «Звезда». Летом того же года в городском саду прошли первые показательные игры. В следующем году в Чернигове была создана собственная лига, объединившая шесть команд. На ІІ Всеукраинской спартакиаде 1924 году в Харькове был разыграл баскетбольный турнир среди мужчин, где победу над хозяевами одержали гости из Чернигова (14:12). В 1923 году правила игры в баскетбол были унифицированы и опубликованы в «Вестнике физической культуры». В 1925 году правила игры в баскетбол утвердил Всеукраинский спортивно-технический комитет и организовал в Одессе соревнование с участием шести мужских и двух женских команд. На Всесоюзной спартакиаде 1928 года в Москве сборная Украины дошла до финала, где уступила сборной Москвы.
Впервые женский чемпионат Украинской ССР был проведён в 1937 году. В нём приняло участие 20 команд, а сильнейшим в турнире, проводившемся по олимпийской системе, стало киевское «Динамо». В женском чемпионате СССР выступали такие клубы как «Динамо» (Киев), «Сталь» (Днепродзержинск), «Буревестник» (Одесса), «Спартак» (Симферополь), «Медина» (Донецк) и ДБК (Львов). Киевлянки дважды (в 1949 и 1991 годах) становились победителями турнира.
Наилучшим результатом украинской команды на международном уровне в советское время является выход в полуфинал Европейского кубка обладателей кубков в сезоне 1981/82 киевского «Будивельника», который уступил на этом этапе будущему победителю — югославской «Цибоне». Женская команда «Динамо» выигрывала Кубок Ронкетти в 1988 году и доходила до финала Кубка чемпионов в 1992 году, уступив в решающем матче испанской «Валенсии».
На каждых Олимпийских играх с 1952 по 1992 год порядка четверти состава команды советской баскетбольной сборной составляли спортсмены из Украины. Олимпийскими чемпионами в составе советской мужской команды становились украинцы Анатолий Поливода и Сергей Коваленко (в 1972 году в Мюнхене), Александр Волков, Александр Белостенный, Валерий Гоборов (в 1988 году в Сеуле). Среди женщин золото в 1992 году в Барселоне в составе объединённой команды завоевали Елена Жирко и Марина Ткаченко.

### Период независимости
После распада СССР началась работа по созданию отдельной украинской баскетбольной федерации. В итоге, несмотря на тяжёлую экономическую ситуацию, Федерация баскетбола Украины была основана 28 февраля 1992 года, а спустя полгода, 10 июля ФБУ стала членом Международной федерации баскетбола.
Первый баскетбольный чемпионат независимой Украины состоялся в 1992 году. В мужском соревновании сыграло 8 команд, а в женском — 7. Уже в следующем сезоне количество мужских команд было увеличено до 36, а женских до 18. Такое положение дел сохранялось и в следующих двух розыгрышах. Начиная с пятого сезона соревнования у женщин разделялись на две отдельные лиги — высшую и первую лиги. В мужском чемпионате были созданы высшая, первая и вторая лиги.
На своём первом чемпионате Европы 1995 года в чешском Брно женская сборная Украины стала победителем, а на Олимпийских играх 1996 года в Атланте финишировала четвёртой. Лучшим достижением мужской команды за время независимости стало 6-е место на чемпионате Европы 2013 года в Любляне. Одним из основных игроков на турнире являлся Юджин Джетер, получивший украинское гражданство, позволившее американцу выступать за сборную Украины.
С 2002 года разыгрывается Всеукраинская юношеская баскетбольная лига, где в первом розыгрыше сыграло 27 команд. По инициативе федерации в 2005 году появилась Любительская лига, а в 2006 году — Студенческая лига. Сильнейшими мужскими командами к началу 2010-х годов являлись «Азовмаш» и «Донецк», где владельцы команд могли платить зарплату игрокам в размере около 400 тысяч долларов в год. До полуфинала Кубка Ронкетти дважды доходила запорожская «Козачка-ЗАлК» в 2000 и 2001 годах. Кубок вызова ФИБА выигрывали мужские команды «Киев» и «Азовмаш» в 2005 и 2007 годах. На стадии полуфинала в рамках Кубка Европы останавливались «Будивельник» (2012/13) и «Прометей» (2022/23).
Украина в 2013 году принимала чемпионат Европы среди баскетболистов до 16 лет. В 2011 году Украина получила право провести Евробаскет-2015, однако из-за Евромайдана и начавшейся российско-украинской войны турнир на Украине не состоялся. В дальнейшем власти Украины отказались от проведения следующего чемпионата 2017 года.

В 2008 году в украинском баскетболе произошёл раскол, в результате которого от Федерации баскетбола Украины отделилось ряд клубов, которые в 2009 году проводили собственную Украинскую баскетбольную лигу. Летом 2009 года конфликт был урегулирован и клубы вернулись в Суперлигу под эгидой ФБУ. В 2022 году сильнейшая украинская команда «Прометей» из Днепропетровской области отказалась участвовать в Суперлиге из-за требования заплатить взнос в размере 4,5 миллиона гривен, тогда как для других команд взнос был равен 40 тысячам гривен. Руководство «Прометея» заявило команду в Латвийско-эстонскую баскетбольную лигу, где украинский клуб в сезоне 2022/23 стал победителем.
Из-за российского вторжения ряд клубов женского чемпионата были расформированы, а общий уровень турнира упал. Победителем сезона 2022/23 стали баскетболистки «Франковска», имеющие в составе девочек 13-летнего возраста.

## Арены
По состоянию на 1991 год на Украине имелось 29 тысяч баскетбольных площадок. Самой вместительной ареной для баскетбольных матчей является Дворец спорта в Киеве, который может принять около 6800 зрителей. В 2000-х годах были построены крытые арены в Харькове (дворец «Локомотив»), Мариуполе («Азовмаш») и Южном Одесской области (СК «Олимп»). Во время российского вторжения была разрушена арена «Азовмаш» в Мариуполе.

## Известные баскетболисты
В самой сильнейшей баскетбольной лиге планеты НБА наибольшее количество очков среди украинцев по состоянию на 2023 год набирали Алексей Лень (4407), Виталий Потапенко (3995), Святослав Михайлюк (1632), Станислав Медведенко (1390), Александр Волков (1019), Алексей Печеров (438), Кирилл Фесенко (305) и Вячеслав Кравцов (97). Наиболее титулованным украинцем в НБА является Станислав Медведенко, дважды становившийся чемпионом лиги в 2001 и 2002 годах в составе «Лос-Анджелес Лейкерс». В 2020 году Александр Волков был включен в Зал славы ФИБА.
Лучшим молодым игроком Европы 2012 года признавалась украинка Алина Ягупова.

## Баскетбол 3×3
Популяризация разновидности баскетбола с участием лишь трёх игроков началась в 2006 году с создания собственной федерации, получившей название «Федерация уличного баскетбола», а в дальнейшем «Федерация баскетбола 3х3 Украины» (сокращённо — «ФБУ3х3»). В 2013 году состоялось около 200 турниров по правилам «3×3». Мужская сборная Украины 3×3 участвовала в чемпионате мира и Кубке европейских чемпионов. Женская команда завоёвывала бронзовые медали на чемпионате Европы 2017 года.
По состоянию на 2019 года мужская сборная 3×3 занимает в мировом рейтинге 12-е место, а женская — 8-е место.